# 리짓군즈
리짓 군즈 (Legit Goons)는 대한민국의 힙합 크루로, 2014년 첫 정규 음반 Change the Mood를 통해 활동을 시작했다. 2016년에는 두번째 정규 음반 Camp를 발매했다.
2017년 발매한 3집 Junk Drunk Love는 2018년 한국 힙합 어워즈에서 올해의 음반상을 수상했으며, 2018 한국대중음악상에서 최우수 랩&힙합 음반에 후보로 지명되었다.
그들의 음악은 B급 정서를 주로 가지고 있는 음악으로 묘사되며, 독특한 음악 스타일로 많은 평론가들의 찬사를 받았다. 2019년 4집 정규 음반 Rockstar Games를 발매했다.

## 음반 목록

### 정규 음반
- Change The Mood (2014)
- Camp (2016)
- Junk Drunk Love (2017)
- Rockstar Games (2019)
- Family Sitcom (2022)